# 퍼그버거
퍼그버거(Fergburger)는 뉴질랜드 퀸스타운에서 영업중인 햄버거 가게이다. 1개점만 운영하고 있지만, 국제적으로 알려져 있다.

## 제품
30개 이상의 햄버거가 있다. 양고기 버거, 팔라펠 버거, 대구 버거, 사슴고기 버거 등 이국적이고 다양한 버거도 있다. 햄버거 외에도 양파링 등도 판매한다.